# 파일럿: 배틀 포 서바이벌
파일럿: 배틀 포 서바이벌(The Pilot. A Battle for Survival)은 러시아 연방에서 제작된 레나트 다블레티아로프 감독의 2021년 전쟁, 액션 영화이다. 피요트르 피오도로프 등이 주연으로 출연하였다. 제2차 세계 대전 영화이며, 동부 전선을 배경으로 한다.
이 영화는 센트럴 파트너십에 의해 2021년 12월 2일 러시아에서 극장 개봉이 예정되었다.

## 출연
- 피요트르 피오도로프 : 니콜라이 역
- 안나 페스코바 : 올가 역
- 파벨 오사치 : 미하일 역